# Caso Apoquindo
El caso Apoquindo, baleo de Apoquindo o matanza de Apoquindo ocurrió en Santiago el jueves 21 de octubre de 1993, cuando ocho personas murieron debido al tiroteo producido entre militantes del Movimiento Juvenil Lautaro y personal de Carabineros. 
Cinco lautaristas asaltaron un banco en la avenida Apoquindo y mataron al vigilante del edificio. Luego los asaltantes subieron a un microbús que fue interceptado por la policía. Producto de la balacera que se produjo, siete personas murieron —tres lautaristas, tres pasajeros y un carabinero—, y doce fueron heridas.

## Los hechos
El jueves 21 de octubre de 1993, un grupo de cinco militantes del Movimiento Juvenil Lautaro atracó la sucursal del Banco O'Higgins ubicada en la avenida Apoquindo 6417. De acuerdo con los sobrevivientes, el móvil del atraco fue la recaudación de fondos para un eventual rescate de prisioneros políticos. Durante el asalto, asesinaron al vigilante del edificio.
Los asaltantes lograron huir con 4 millones de pesos a bordo de un taxi. A cuadras del lugar del asalto, se subieron a un microbús del recorrido intercomunal 24 C. El bus fue interceptado frente al centro comercial Apumanque por un furgón de carabineros de la 17.ª Comisaría de Las Condes. Un suboficial, identificado como Dionisio Zapata (46), intentó detenerlos y pereció debido a los disparos de uno de los lautaristas escondido dentro del microbús. Después de que vehículos policiales y un helicóptero rodearan al vehículo, se inició un tiroteo.
Al abrir fuego contra el bus, la policía mató a seis personas: tres pasajeros del bus —Gabriela Castillo Díaz (31), Tatiana Inés Navarro Valdés (19) y Marcos Villegas— y tres asaltantes —Raúl Humberto González Órdenes (El Gato), Alejandro Soza Durán y Yuri Uribe Toro—. Además, doce personas resultaron heridas.
La policía irrumpió en el vehículo arrastrando a los muertos y sobrevivientes, a quienes golpeó duramente, causando fracturas y amenazándolos de muerte en plena calle. Dos funcionarios policiales fueron detenidos en el lugar por hacer uso imprudente de su arma de servicio. De acuerdo a los peritajes balísticos, el microbús, donde iban más de 20 personas, recibió 162 impactos de balas según los peritajes que constan en el proceso.

## Repercusiones
El gobierno de la época, encabezado por el presidente Patricio Aylwin, respaldó el actuar de la policía. El senador Sergio Onofre Jarpa señaló que «es como una guerra. Ellos la declararon y hay que enfrentarlos al costo que sea».

## Proceso judicial
Tras ocho años de proceso judicial, la justicia dictó las sentencias:
- Los dos lautaristas sobrevivientes, Álvaro González y Oriana Alcayaga, fueron condenados a un total de 81 años (40 por cadena perpetua efectiva, 20 por maltrato de obra de Carabineros con resultado de muerte, 15 por asociación ilícita terrorista y 6 por porte ilegal de armas) y 61 años (40 de presidio perpetuo, 15 por asociación ilícita terrorista y 6 por porte ilegal de armas) de cárcel respectivamente.[3] Las cadenas perpetuas fueron luego rebajadas por la justicia militar a 17 y 12 años, respectivamente.[5]
- Los carabineros implicados en el baleo recibieron condenas de 541 y 240 días de pena remitida.